# Миронівська міська лікарня
Миронівська міська лікарня (повна назва до 2015 року - Миронівська міська лікарня № 1 м. Дебальцеве) — заклад охорони здоров'я розташований в селищі Миронівський Бахмутського району Донецької області. До 2015 року — засновник закладу охорони здоров'я — Дебальцівська міська рада. З 2015 року як структурний підрозділ КЗ «Світлодарська міська лікарня», яка підпорядковувалася Бахмутській районній раді, з 2020 року — Світлодарській територіальній громаді. З 2019 року на базі лікарні працює лише амбулаторія сімейної медицини. З 23.05.2022 року лікарня знаходиться на окупованій російськими військами території.

## Історія
Початок будівництва лікарні починається з моменту активного будівництва селища Миронівський з 1950 року. Процес будівництва відбувався в декілька етапів упродовж 1950—1960 років та реконструювалася в 1970-80х роках, тому за деякими корпусами лікарні, збереглася назва «старий корпус» та «новий корпус».
Після 1974 року в лікарні закривається пологове відділення, через відкриття пологового відділення у Світлодарській міській лікарні.
У 2008 році в рамках оптимізації закладів охорони здоров'я, Дебальцівською міською радою закриті всі стаціонарні відділення в лікарні, залишається тільки поліклінічне відділення, та частково лабораторія, рентген кабінет, фізіотерапевтичне відділення. Персонал та обладнання відділень переведені до Світлодарської міської лікарні № 2 та ЦМЛ м. Дебальцеве.
З 2012 року в рамках реформи охорони здоров'я на базі лікарня починає працювати Миронівська амбулаторія сімейної медицини м. Дебальцеве.
У 2014—2015 роках на базі лікарні діяв медичний сортувальний пункт який надавав допомогу пораненим військовослужбовцям ЗСУ в період АТО
З лютого 2015 року після окупації військами самопроголошеної ДНР м. Дебальцеве, лікарня до 2016 року не підпорядковувалася жодному балансоутримувачу через правову колізію. пов'язану з новим адміністративним підпорядкуванням селища Миронівський (почало підпорядковуватися Бахмутському району замість окупованого м. Дебальцеве), подібна ситуація відбувалася і в Світлодарській міській лікарні. З 2016 року на базі поліклінічного відділення Миронівської міської лікарні № 1 утворене поліклінічне відділення № 2 КЗ «Світлодарська міська лікарня», а на базі існувавшої на амбулаторії сімейної медицини, утворюється Миронівська амбулаторія сімейної медицини ЦПСМД Бахмутської районної ради.
На початку 2019 року головний лікар Світлодарської міської лікарні та місцева влада приймає рішення про закриття Поліклінічного відділення № 2 яке базувалося в Миронівській міській лікарні. Приводом до закриття відділення стали низьке навантаження на лікарів та економічна доцільність. В лікарні залишається діяти лише амбулаторія сімейної медицини та пункт базування екстренної медичної допомоги.
Станом на 2022 рік частина будівлі на території лікарні в занедбаному стані через військові дії в період 2014—2022 року, дії атмосферних осадів, відсутність централізованого опалення та ін.

## Основні характеристики закладу
Лікарня розташована в центральній частині селища Миронівський, на окремій огородженій парканом території в житловій забудові. В своєму складі має 3 двоповерхових лікарняних корпусів та 2 одноповерхових лікарняних корпусів та 3 господарчо-технічних будівлі.

## Структура
До 2008 року лікарня в своєму складу налічувала:
- Терапевтичне відділення (з неврологічними ліжками)
- Дитяче відділення
- Хірургічне відділення
- Травматологічне відділення
- Гінекологічне та пологове відділення
- Інфекційне відділення
- Поліклініка дитяча та доросла
- Лабораторія
- Рентген-кабінет
- Фізіотерапевтичне відділення
- Денний стаціонар